# Trept
Trept é uma comuna francesa na região administrativa de Auvérnia-Ródano-Alpes, no departamento de Isère. Estende-se por uma área de 15,87 km². Em 2010 a comuna tinha 2 228 habitantes (densidade: 140,4 hab./km²).